# Anoplognathus vietor
Anoplognathus vietor är en skalbaggsart som beskrevs av Peter Geoffrey Allsopp och Phillip B. Carne 1986. Anoplognathus vietor ingår i släktet Anoplognathus och familjen Rutelidae. Inga underarter finns listade i Catalogue of Life.